# 西雅圖中央圖書館
西雅圖中央圖書館（英語：Seattle Central Library）是美國西雅图公立图书馆系統的旗艦館，也是著名的解構主義建築。
它位於市中心，是一幢由11層（56米高）的玻璃和鋼鐵組成的建築。該館在2004年5月24日開放給公眾使用。圖書館由庫哈斯（Rem Koolhaas）設計，總承包商是波特蘭的霍夫曼（Hoffman）建築公司。 這個34000平方米的公共圖書館容納約145萬書籍和其他資料，其中包括超過400台電腦向公眾開放，另設有一個地下公共停車場。頭1年的使用率超過200萬人。圖書館有一個獨特和突出的外觀，構成若干分立“浮動平台”，就像置身在一個大的蜘蛛網中。

## 歷史
早在1891年，市中心已經設有圖書館，但沒有自己的設施，經常要搬遷。西雅圖卡內基圖書館（Seattle Carnegie Library），座落於第四大道和麥迪遜大街，是第一個設於專用的大廈上的固定圖書館，於1906年開放，由Peter J. Weber擔任美術設計。安德魯·卡內基贊助建此圖書館（後來還有另外5座），并捐出20萬元來建造一個新的。它於1946年擴建，但相对當時的人口仍然是一個十分小和擁擠的圖書館（5100平方米）。
第二個圖書館於1960年建設，共5層，佔地20,000平方米，建在舊卡內基圖書館的遺址上。在1972年曾經改建，加設第四層，專門存放藝術和聲音作品。

## 新西雅圖中央圖書館
新圖書館成立了一個基金，共1.964億美元的貸款，來建設整個圖書館系統，稱為「全民圖書館」（Libraries for All）。由市民於1998年11月3日批准，微軟董事長──比爾蓋茨亦捐了2000萬美元。
西雅圖公共圖書館系統館長为德博拉雅各布（Deborah Jacobs），他領導該項目，並負責計劃圖書館的未來動向及聽取客戶的意見，而Betty Jane Narver则擔任圖書館委員會的主席。

## 獲獎
在2007年，圖書館被美國建築師學會評為150個最喜愛的建築之一（排第108名）。它是西雅圖其中兩個入選這個比賽，另一個是Safeco Field。

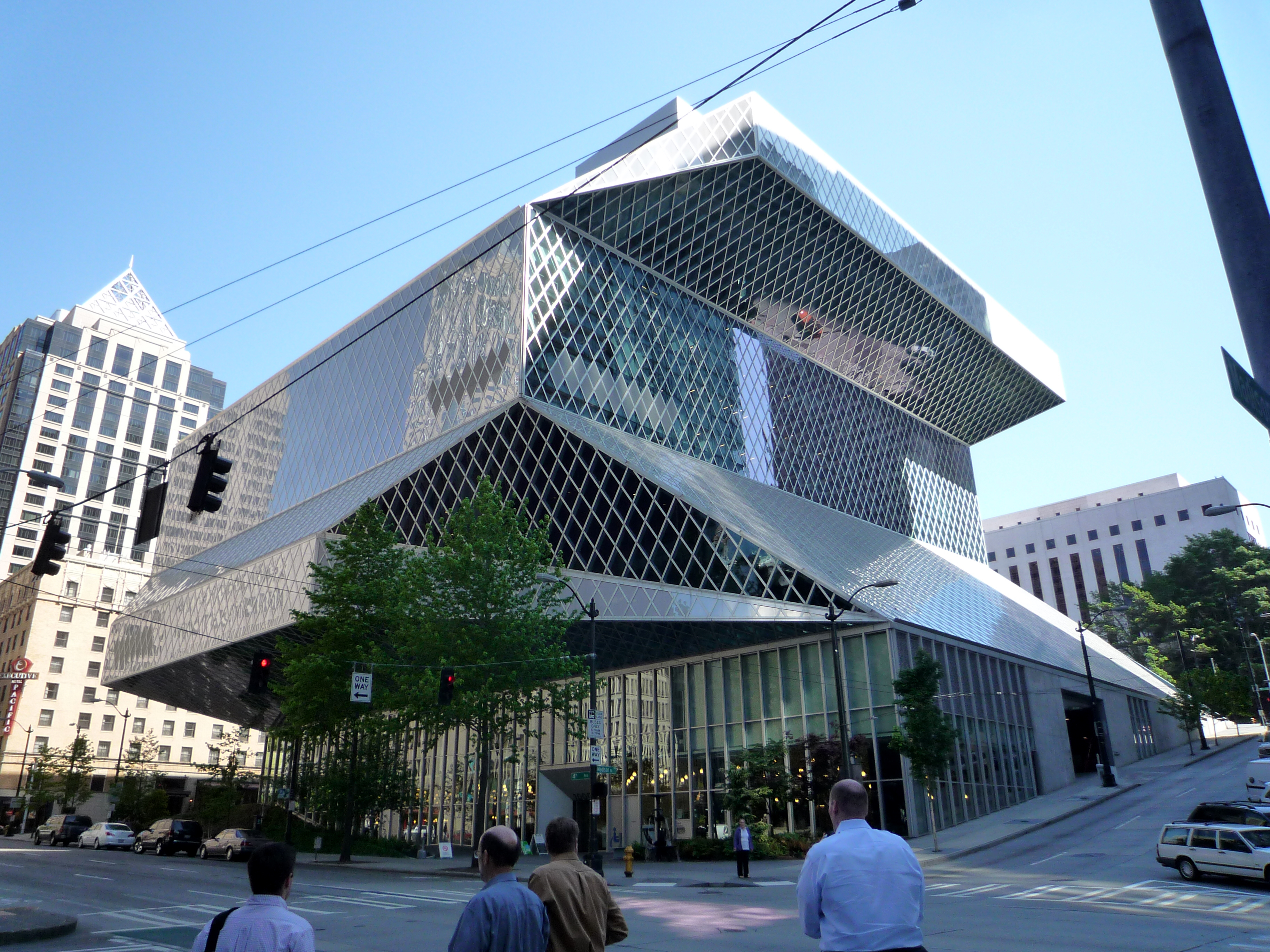
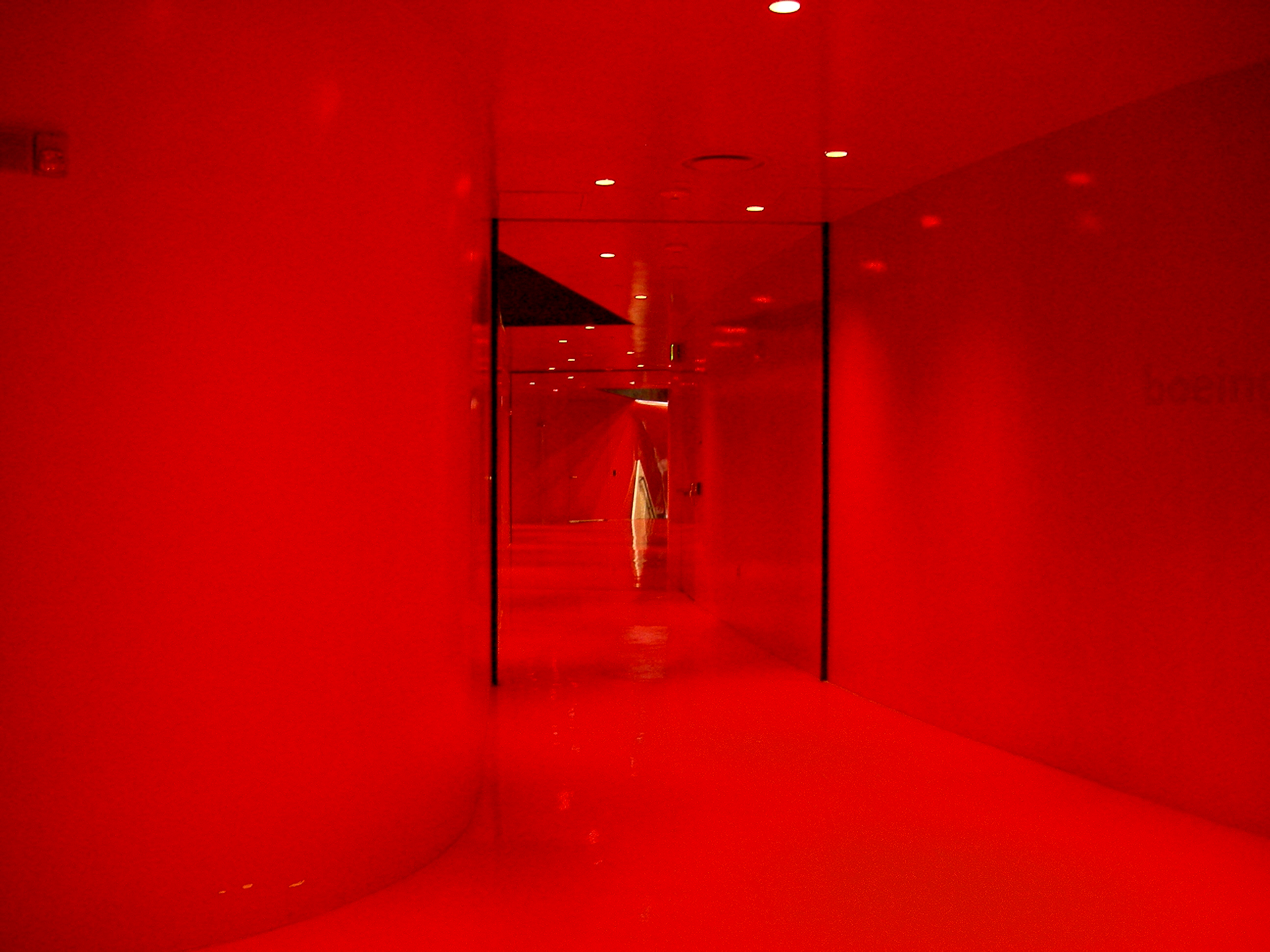
圖書館第四樓
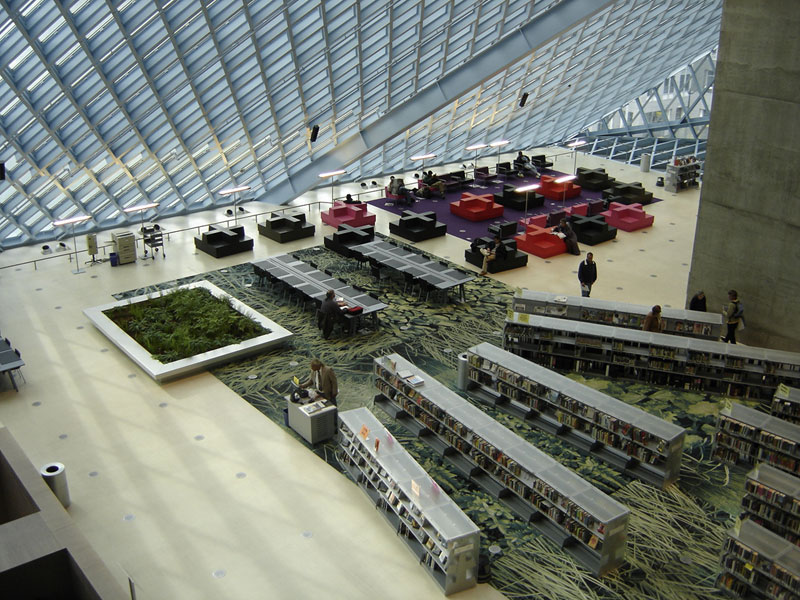
大廳
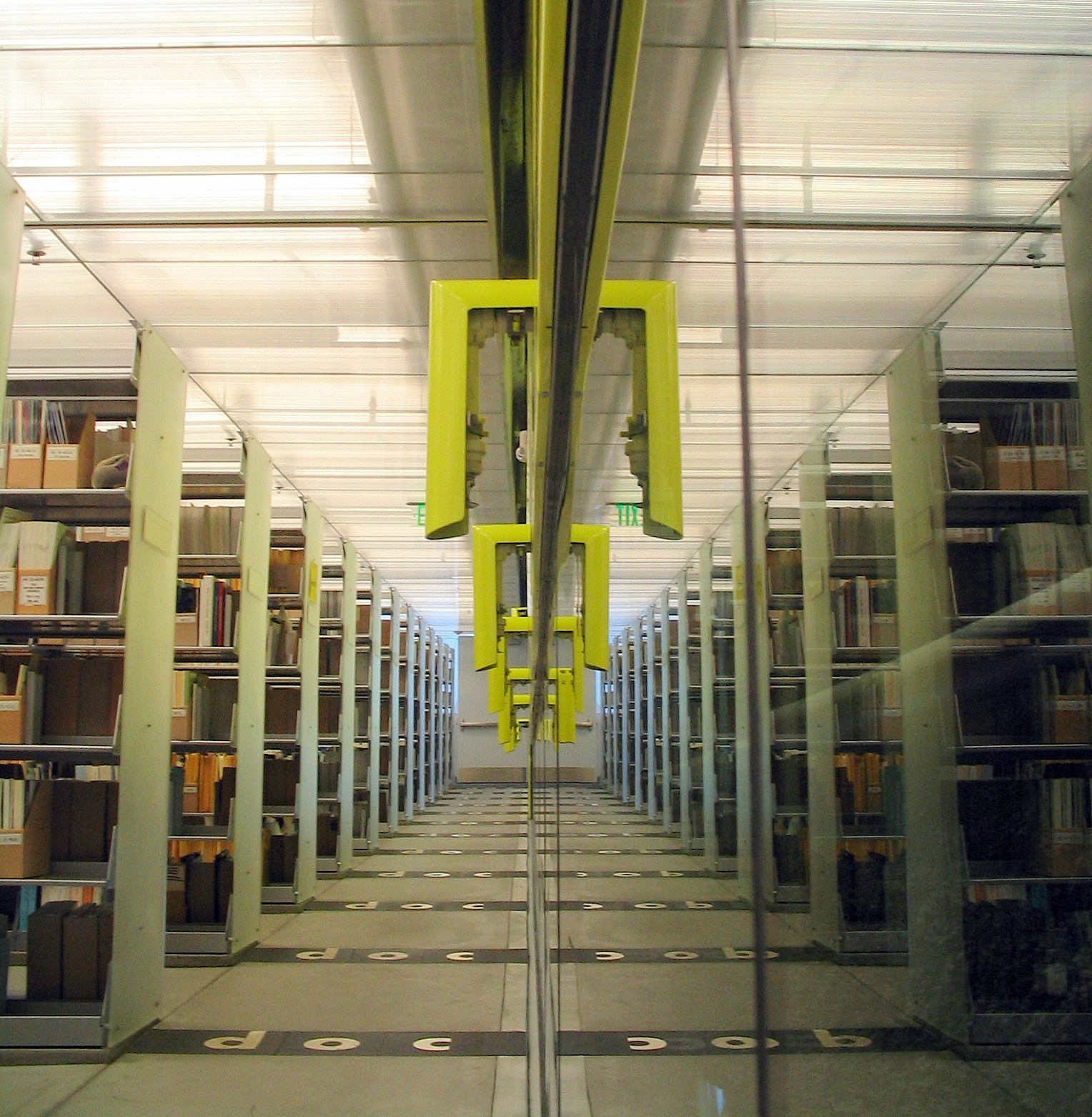
圖書區
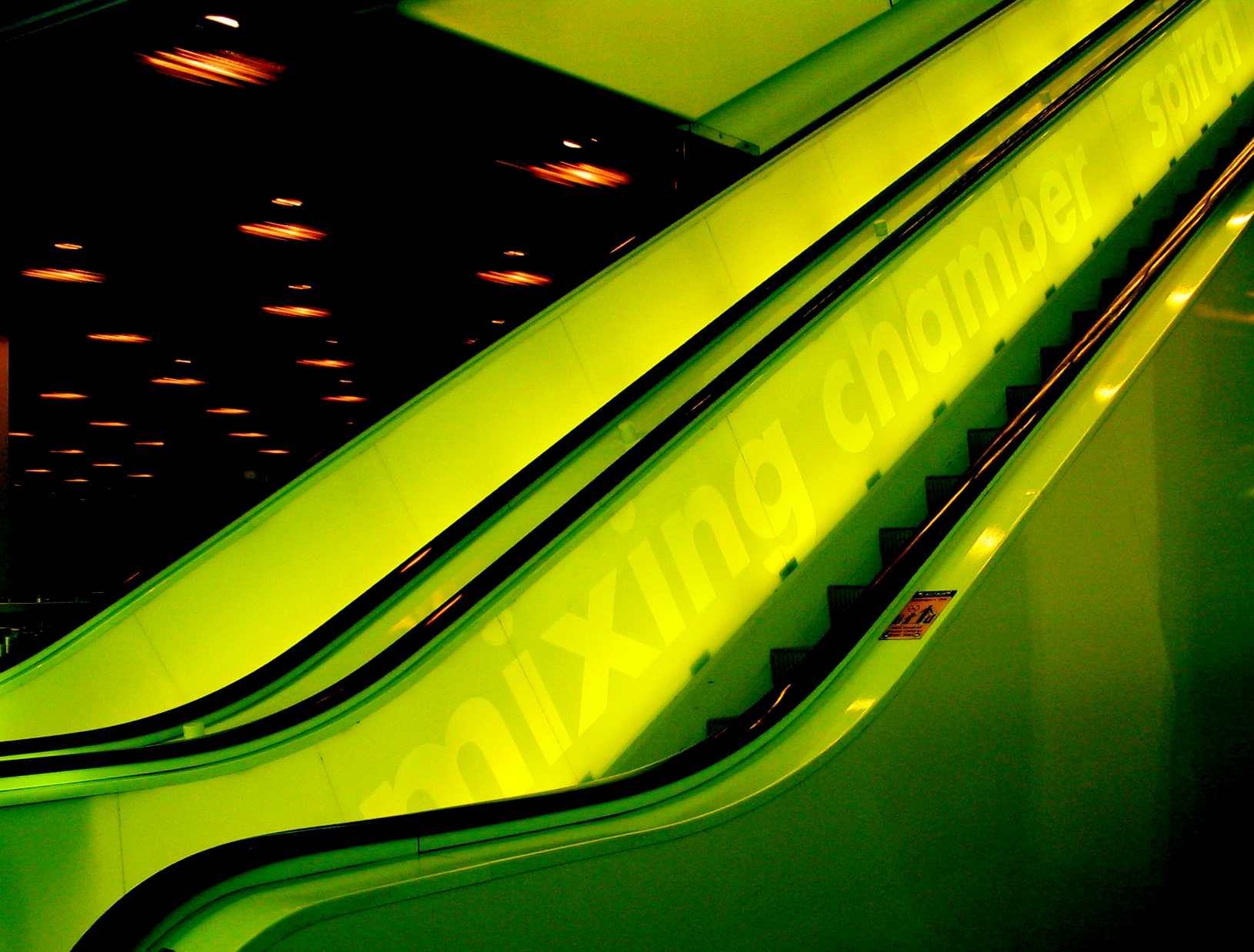
螢光電扶梯
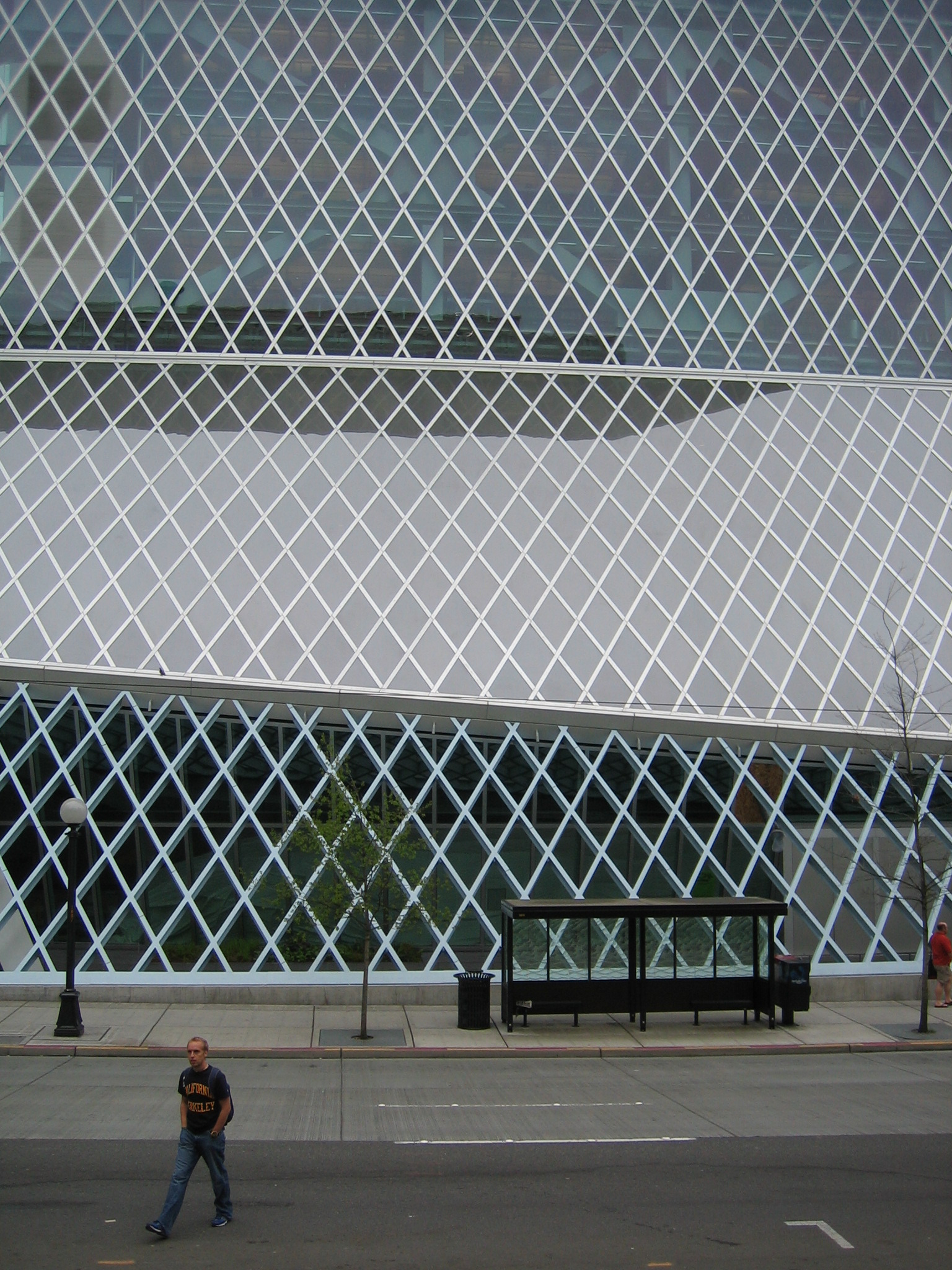
大門公車站
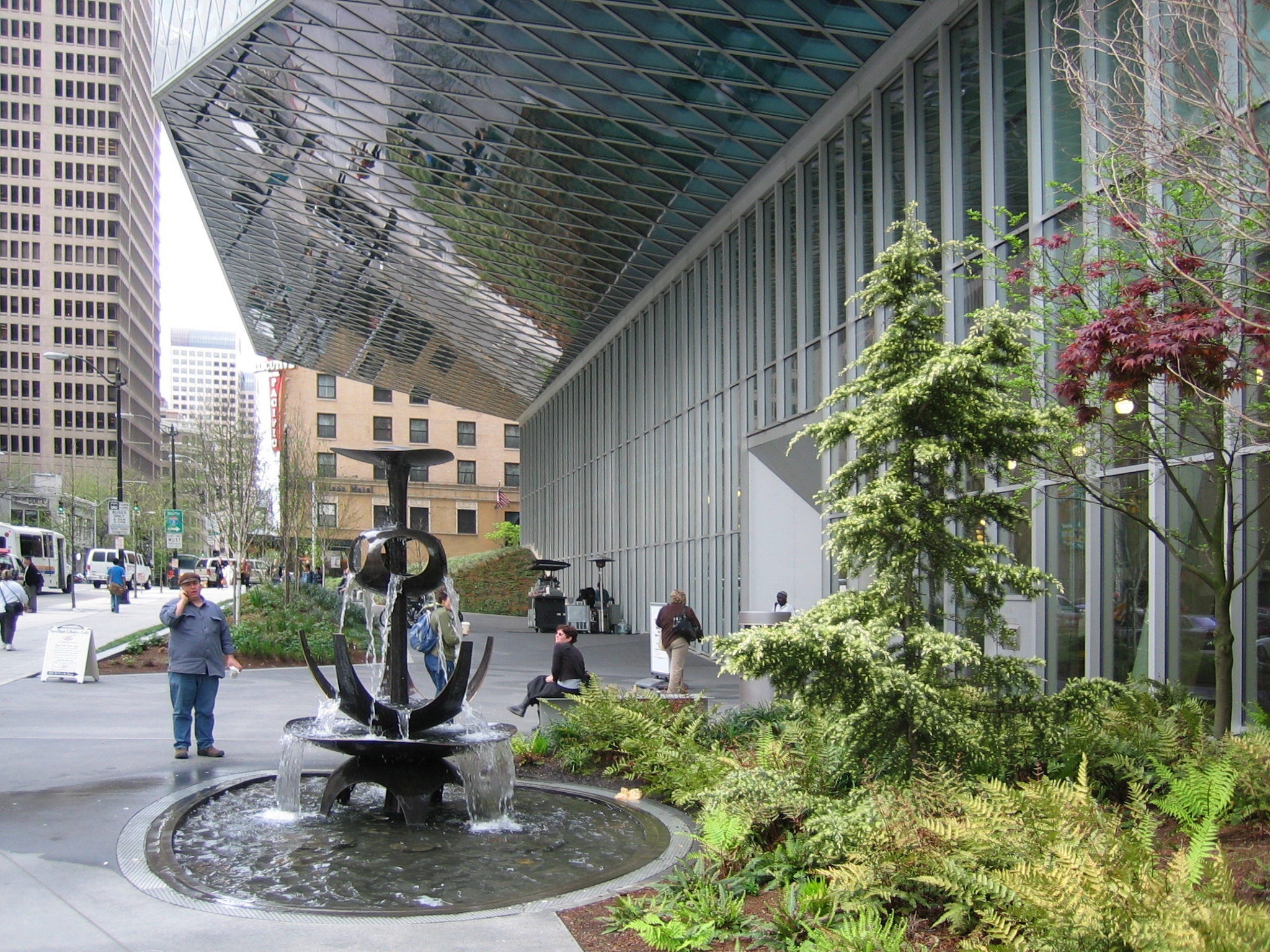
噴水池
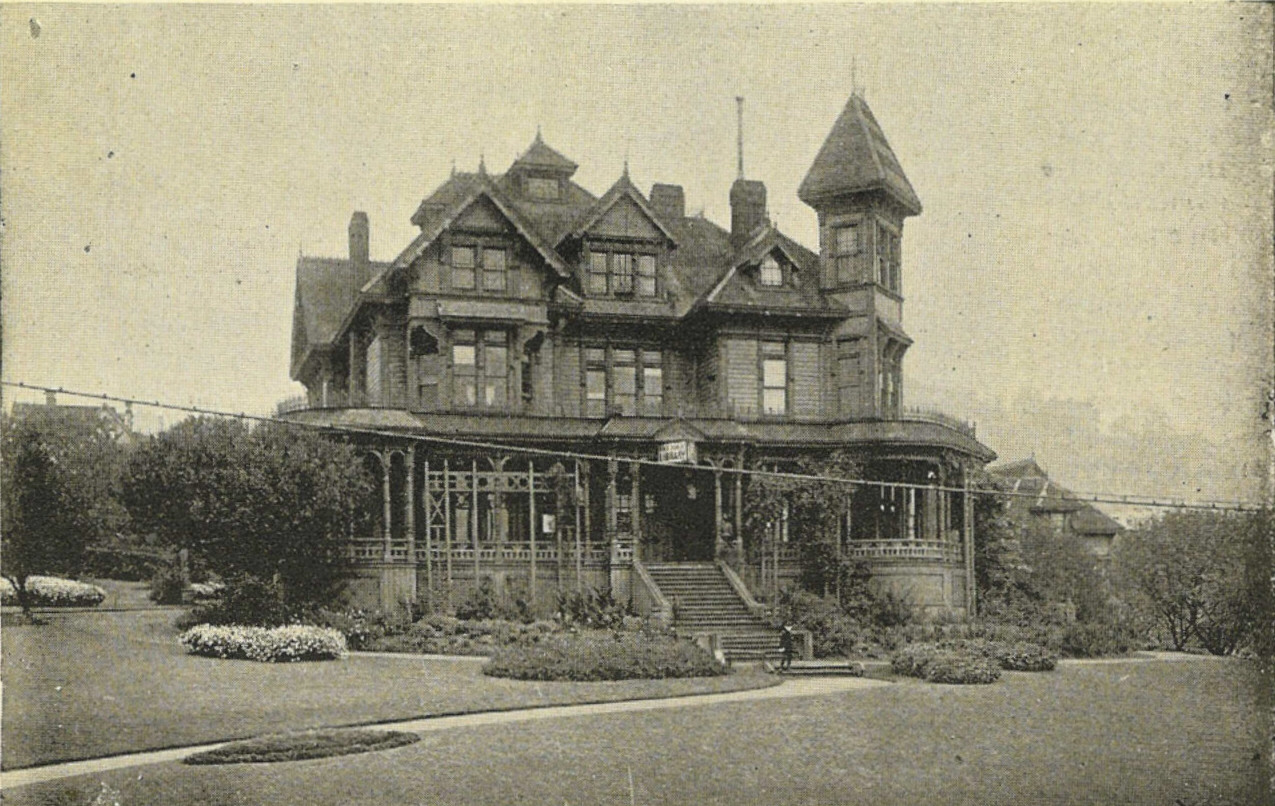
1900年的西雅圖中央圖書館
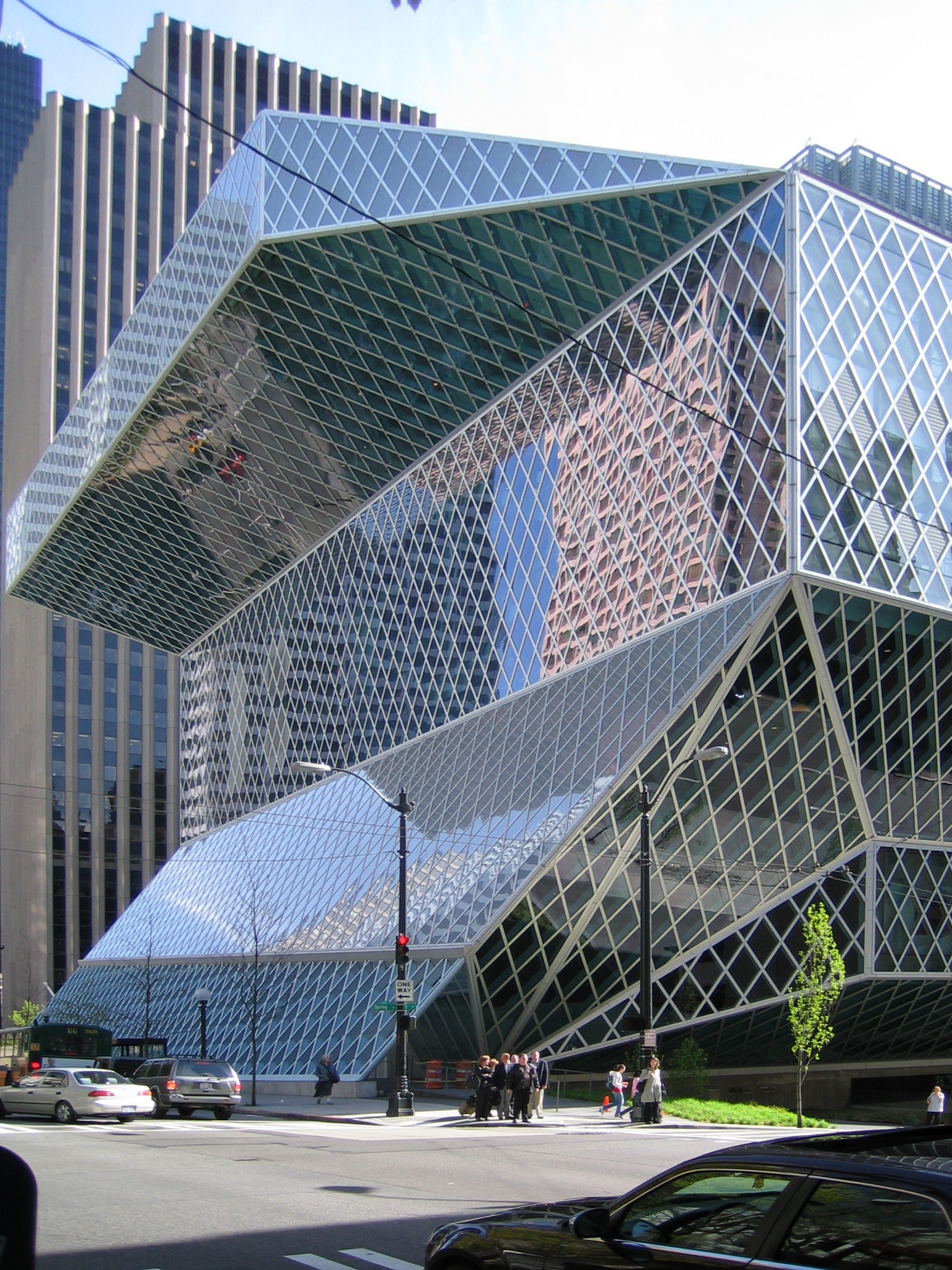
西雅圖中央圖書館